# Chen Yiwen
Chen Yiwen (陳藝文T, 陈艺文S, Chén YìwénP; Haikou, 15 giugno 1999) è una tuffatrice cinese, vincitrice di due ori olimpici e di otto medaglie d'oro (oltre ad un argento) ai campionati mondiali di nuoto.

## Biografia
Suo padre è originario di Hainan, mentre sua madre di Zhanjiang, nel Guangdong. Quando aveva quasi nove anni, si è recata nel Guangdong per allenarsi ed è entrata nella scuola sportiva del distretto di Chikan di Zhanjiang per iniziare ad allenarsi agonisticamente. Nell'agosto 2008 è entrata ufficialmente nella squadra di tuffi di Zhongshan. Poco dopo è stata selezionata per la scuola sportiva provinciale del Guangdong. Nell'ottobre 2010, Chen è entrata nella squadra di tuffi del Guangdong e nel 2014 è diventata ufficialmente un'atleta professionista.
Nel novembre 2016, è stata convocata per la prima volta nella squadra nazionale di tuffi. Il 17 maggio 2017 ha vinto la gara del trampolino di 1 m al China Diving Championship 2017. Alla Coppa del mondo di tuffi di Wuhan 2018 ha vinto l'oro con Qiu Bo nella squadra mista. Ai Giochi asiatici di Giacarta 2018 ha guadagnato la medaglia d'argento nel trampolino da 1 m. 
Il 13 luglio 2019 ai Campionati mondiali di nuoto di Gwangju si è laureata campionessa iridata nel trampolino da 1 m. Nel 2024 vince la medaglia d'oro nel trampolino 3 metri e nel sincro 3 metri alle Olimpiadi di Parigi.

## Palmarès
- Giochi olimpici

Parigi 2024: oro nel trampolino 3m e nel sincro 3m.
- Mondiali

Gwangju 2019: oro nel trampolino 1m.
Budapest 2022: oro nel trampolino 3m e nel sincro 3m.
Fukuoka 2023: oro nel trampolino 3m e nel sincro 3m.
Doha 2024: oro nel sincro 3m, argento nel trampolino 3m.
Singapore 2025: oro nel trampolino 3m, nel sincro 3m e nella squadra mista.

### Coppa del Mondo
- Vincitrice della Coppa del Mondo del trampolino 3 m nel 2021 e nel 2024
- Vincitrice della Coppa del Mondo del sincro 3 m nel 2021, nel 2022 e nel 2025
- Vincitrice della Coppa del Mondo del team event nel 2018 e nel 2025

## Riconoscimenti
- Atleta dell'anno World Aquatics: 2023